# Глинде (Эльба)
Глинде (нем. Glinde) — община в Германии, в земле Саксония-Анхальт.
Входит в состав района Зальцланд. Подчиняется управлению Эльбе-Зале. Население составляет 278 человек (на 31 декабря 2006 года). Занимает площадь 4,59 км².